# Claravis geoffroyi
Claravis geoffroyi là một loài chim trong họ Columbidae.